# Toni Lander
Pour les articles homonymes, voir Lander.
Toni Lander, née à Copenhague le 19 juin 1931 et morte à Salt Lake City le 19 mai 1985, est une danseuse, chorégraphe et professeur de ballet danoise.

## Biographie
Toni Lander suit sa formation artistique à l'école du Ballet royal danois, dans le style Bournonville.
Elle devient danseuse étoile au Ballet royal danois, au Festival Ballet de Londres et à l'American Ballet Theatre des années 1950 aux années 1970 et a dansé avec les plus grands danseurs de l'époque, entre autres Erik Bruhn, John Gilpin, Vladimir Skouratoff, Flemming Flindt, Royes Fernandez et Bruce Marks. Admirée pour sa virtuosité et son élégance, son nom est inextricablement lié au ballet Études de Harald Lander avec qui elle a été mariée de 1950 à 1965.
Morte à Salt Lake City, ville où elle résidait, Toni Lander est enterrée au cimetière de Bispebjerg à Copenhague.